# Latridius hirtus
Latridius hirtus är en skalbaggsart som beskrevs av Leonard Gyllenhaal 1827. Latridius hirtus ingår i släktet Latridius, och familjen mögelbaggar. Arten är reproducerande i Sverige.